# 튈린 외젠
튈린 외젠(튀르키예어: Tülin Özen, 1979년 12월 24일 ~ )는 튀르키예의 배우이다. 2004 안탈리아 국제 영화제 황금오렌지상 여자연기자상 수상자이다.

## 출연 작품
- 더 테러리스트 (2016)
- 커밍 순 (2014)
- 푸른 물결 (2013)
- 로드 (2012)
- 미 하티세 (2010)
- 허니 (2010)
- 컨션스 (2008)
- 에그 (2007)
- 천사의 추락 (2004)